# Frederik Vilhelm Philip af Württemberg
Frederik Vilhelm Philip, hertug af Württemberg (ty. Friedrich Wilhelm Philipp) (27. december 1761 i Stettin – 10. august 1830 på slottet i Stetten im Remstal) var en tysk hertug og dansk general.
Han var søn af regerende hertug Frederik II. Eugen (1732-1797) og Frederikke Dorothea Sophie af Brandenburg, blev 1779 oberst i dansk tjeneste, 1781 chef for Lollandske Infanteriregiment og 1783 generalmajor. Han var ved dette tidspunkt ilde anskrevet hos det guldbergske parti, men chancen til forfremmelse blev ved det snart påfulgte regeringsskifte derved desto bedre. 1785 udnævntes han til kommandør for Livgarden til Fods, 1789 til generalløjtnant, 1801 til guvernør i København, 1803 til Ridder af Elefanten. Alt tydede på, at han stod i det bedste forhold til kronprinsen, under hvis fraværelse fra hovedstaden han stedse førte kommandoen i Nordsjælland, og det vakte derfor nogen opsigt, da han 1806 fra Stuttgart, hvorhen han havde orlov, på grund af de indtrådte politiske forhold ansøgte om afsked. Denne blev ham meddelt uden pension, men med en present af 10.000 Rdl.
Hjemvendt til Württemberg blev han af sin broder, der var blevet konge af landet, udnævnt til feltmarskal og krigsminister. Han boede på sit riddergods i Hirrlingen bei Rottenburg eller på Schloss Stetten i Remstal. 29. juli 1811 overtog friherre Friedrich von Phull de facto krigsministerposten, mens prins Vilhelm forblev krigsminister af navn indtil 1815. Fra 1819 til sin død sad han i den württembergske landdag i kraft af sin kongelige status.
Han begyndte at interessere sig for naturvidenskab og medicin og blev i 1817 dr.med. fra universitetet i Tübingen. Han døde 10. august 1830.

## Familie
Han ægtede 23. august 1800 i Coswig Frederikke Fransisca Vilhelmine rigsgrevinde af Tunderfeld-Rhodis (1777-1822), der var tidligere hofdame for hans moder og datter af baron Karl August Wilhelm von Tunderfeld-Rhodis, der stammede fra en svensk-baltisk soldaterfamilie.
Dette ægteskab var selvklart ustandsmæssigt og i strid med principperne i Huset Württemberg. Derfor erklærede prins Vilhelm allerede 1. august 1801, at hans afkom ikke kunne gøre krav gældende som tronfølgere.
I ægteskabet fødtes 6 børn, hvoraf 3 nåede voksenalderen:
- Grev Alexander af Württemberg (1801-1844), digter ∞ Helene Festetics (1812-1886), datter af Ladislas Festetics von Tolna
- August (1805-1808)
- Vilhelm af Urach (1810-1869), hertug af Urach, greve af Württemberg ∞ (1.) Théodolinde de Beauharnais (1814-1857); ∞ (2.) Florestine af Monaco (1833-1897)
- Frederik August (1811-1812)
- Frans (1814-1824)
- Marie (1815-1866) ∞ grev Wilhelm von Taubenheim (1805-1894)

Prins Vilhelm og Frederikke Fransisca Vilhelmine var oldeforældre til Mindaugas 2., der blev titulær konge af Litauen i fire måneder i 1918.